# Giovanni del Turco
Giovanni del Turco (* 21. Juni 1577 in Florenz; † 20. September 1647 ebenda) war ein italienischer Komponist am Übergang zwischen der Musik der Renaissance und jener des Frühbarock. Abgesehen von seiner kompositorischen Tätigkeit übte er im Lauf seines Lebens mehrere juristische und administrative Tätigkeiten für die Medici aus. Bei dem ansonsten nicht belegten Lorenzo del Turco, von dem vereinzelte Kompositionen überliefert sind, könnte es sich um einen jüngeren Bruder Giovanni del Turcos handeln.

## Leben
Giovanni del Turcos Familie gehörte dem Adelsstand an. Sein Vater Antonio (* 1551; † 1597) war Angehöriger des Cavaliere di S. Stefano in Pisa, nach dessen Tod übernahm del Turco diese Position. Dennoch scheint die Familie nicht besonders hoch angesehen gewesen zu sein – dafür spricht, dass del Turco selbst Ahnenforschung betreiben musste, um seinen adeligen Ursprung nachzuweisen. Im Verlauf seines Lebens gelang es ihm jedoch, sein Ansehen zu steigern und verschiedene administratives und juristische Funktionen in Florenz einzunehmen. Dazu gehörte die Mitgliedschaft im Consiglio de’ Dugento di S. Spirito, dem Rat eines der Viertel von Florenz. Parallel zu diesem gesellschaftlichen Aufstieg knüpfte der offenbar musikalisch begabte del Turco Kontakte zum Künstlerkreis der Florentiner Camerata, wo er von Marco da Gagliano unterrichtet wurde. Dieser machte del Turco auch zum Widmungsträger seines zweiten Madrigalbuches. Nach dem Tod von Jacopo Corsi, dem Mäzen der Camerata, wurde del Turco in der 1607 von da Gagliano gegründeten Accademia degli Elevati als „Sekretär“ tätig. Obwohl del Turco kein hauptberuflicher Komponist war fanden seine Werke bei den Zeitgenossen großen Anklang, sodass ihm 1614 der Ehrentitel eines Soprintendente delle Musiche del Serenissimo Gran Duca di Toscana verliehen wurde. Als solcher war er bis 1625, gemeinsam mit anderen Komponisten wie Jacopo Peri, Paolo Grati und Giovanni Battista Signorini, für die musikalische Gestaltung der florentiner Karnevalsfeierlichkeiten zuständig. Die letzten beiden Jahrzehnte von del Turcos leben sind nur unzureichend dokumentiert.

## Musikalisches Schaffen
Einen wesentlichen Teil der rund 40 erhaltenen Kompositionen von Giovanni del Turco machen Madrigale aus. Ein erster Band (Primo libro de madrigali a cinque voci) wurde 1602 gedruckt. Eine Werk, welches del Turco im Andenken an den verstorbenen Jacopo Corsi komponiert hatte, erschien 1604 in einem Madrigalband von da Gagliano. Entscheidend für seinen Ruf als Komponist war der 1614 publizierte zweite Madrigalband (Secondo libro di madrigali a cinque voci), in dessen Folge er den oben genannten Ehrentitel eines Soprintendente erlangen konnte. Im Rahmen der Karnevalsfeierlichkeiten 1616 leistete del Turco musikalische Beiträge für ein großangelegtes Pferdeballett namens La guerra d'Amore, welches nur in wenigen Fragmenten erhalten ist. Weitere vereinzelte Kompositionen erschienen in verschiedenen Publikationen seiner Zeitgenossen.
Die Texte zu del Turcos Madrigalen stammen häufig von Giovanni Battista Guarini oder Torquato Tasso. Seine Kompositionstechnik lässt die Vorbildwirkung von Marco da Gagliano erkennen, erreicht jedoch nicht ganz dessen Meisterschaft. Der Musikwissenschaftler Francesco Degrada beschrieb Giovanni del Turcos Musik als «gefällig, geistreich, aristokratische Spielerei eines Dilettanten»